# 뉴스 에브리
《뉴스 에브리》(news every.)는 닛폰 TV 및 NNN 계열 각국에서 방송되고 있는 일본의 저녁 뉴스·정보 프로그램이다. 약칭 및 프로그램 타이틀 콜은 《every.》이다.
프로그램 로고는 검은 글자로 오른쪽에 〈news〉라고 써져있고, 그 밑에 핑크로 〈every.〉라고 표기되어 있다.

## 개요
2006년 4월 3일부터 4년간 방송된 《NNN News 리얼타임》(이하, 리얼타임)의 후 프로그램으로, 2010년 3월 29일(토요판  《news every. 새터데이》는 4월 3일부터)부터 방송 개시.
프로그램 컨셉트는 〈모두가, 살기 편하게〉. 프로그램 타이틀은 〈모두=every one〉, 〈매일=every day〉가 유래이다. 프로그램 테마 컬러나 텔롭은    핑크와    마젠타. 속보 시에는    레드, 부보 시에는    그레이.
같은 국 계열 저녁 전국 뉴스에서 프로그램명에 〈NNN〉을 씌우지 않은 스타일은, 1966년 4월의 NNN 발족 이래 처음이다.
《NNN News 리얼타임》과 마찬가지로, 16:53 ~ 17:50(금요일은 17:00 ~ 17:50)의 제1부와, 17:50 ~ 19:00의 제2부(17:50 ~ 18:16은 전국 네트)로 구성되어 있었지만, 2011년 10월 3일부터 테두리가 변경되어, 16:53 ~ 17:53(금요일은 17:00 ~ 17:53)의 제1부와, 17:53 ~ 19:00의 제2부(17:53 ~ 18:15는 전국 네트)로 구성된다. 2013년 4월 이후, 금요일은 방송 시간이 16:50 ~ 19:00로 변경되었다(전 시간대에 방송되고 있는 《날아라! 호빵맨》의 방송 시간도 10분 앞당김).
또 연말연시에는 《news every. 새터데이》도 포함해 방송을 휴지해, 로컬 뉴스도 내포한 5분 혹은 10분의 《NNN 뉴스》가 편성된다.
2011년 1 ~ 2월·2012년 1월에는, 제2부의 월간 평균 시청률이 동시간대의 저녁 뉴스 프로그램 중에서 동률 1위를 획득했다(비디오 리서치 조사, 칸토 지구). 2011년 4월 이후, 16:53 ~ 19:00 전체에서는 TV 아사히 《수퍼 J 채널》이 월 평균에서 민방 동시간대 1위를 유지하고 있지만, 17:53 이후로 제한하면 이 프로그램의 제2부가 2012년에 11주 연속으로 동시간대 톱을 획득한 외, 2012년 10월 쿨에서도 동시간대 톱을 획득하고 있다.
2011년 10월 3일부터 스테레오 방송을 실시하고 있다. 그러나 당초에는 BGM·효과음 포함 모노럴 음원(모노 스테레오 방송)으로 방송되고 있었지만, 2014년 1월 6일부터 평일판의 방송 시간 확대와 동시에 BGM·효과음 포함 스테레오 음원(풀 스테레오 방송)이 되었다.
대재해·대사건·대사고·정국(내각 조각 등)이 발생한 경우, 《NNN 보도 특별 프로그램》으로 제2부 개시(금요일 혹은 2013년까지의 월 ~ 목요일은 제1부 개시)부터, 혹은 제1부 개시(금요일 혹은 2013년까지의 월 ~ 목요일은 15:50 내지 15:55)부터, 전국 네트로의 방송이 된다. 전 프로그램 《리얼타임》과는 다르게, 본 프로그램에서는 《특보》란 글자가 붙지 않게 되었다.
칸토 지구의 시청률이 좋아, 2014년 1월 6일부터, 닛폰 TV·시즈오카 제1텔레비전에서 월요일 ~ 목요일의 개시 시각을 15:50으로 앞당겼다. 수요일만 레귤러였던 코야마 케이치로 (NEWS)가 월요일부터 목요일로 출연 요일을 확대해, 월요일부터 목요일의 제1부 메인 캐스터를 맡는다(수요일 제2·3부에도 지금까지와 마찬가지로 계속 출연한다). 이것에 계속해, 동시간대에는 스즈에 나나(닛폰 TV 아나운서)·오구리 이즈미(닛폰 TV 보도국 해설위원, 격주 화요일 코멘테이터)도 출연한다. 월요일 ~ 목요일에 한해, 15:50 ~ 16:53을 제1부로 해, 지금까지의 제1·2부를 각각 제2·3부로 개칭한다. 이것에 의해, 닛폰 TV의 월요일 ~ 목요일은 4:00 개시의 《Oha!4 NEWS LIVE》부터의 15시간 내, 11시대의 미니 프로그램 《마마모코모테레비》와 《큐피 3분 쿠킹》의 계 15분을 제외해 14시간 45분이 생방송이 된다. 또, 월요일 ~ 목요일에 한해, TBS 《N스타》와 같이, 재경 키 국에서는 가장 개시 시각이 빠른·가장 방송 시간이 긴 저녁 뉴스 프로그램이 되었다.
칸토 지구에서, 2014년 1월 제2주(1월 6일 ~ 12일)부터 2월 제1주(2월 3일 ~ 9일)까지의 월 ~ 목요일 제1부의 평균 시청률은, 2013년 10월 쿨의 동시간대 평균 시청률과 비교해, 1.2포인트 상승했다.

## 출연자
- ○는 전 프로그램 《리얼타임》부터 계속 출연.
- 직책이 없는 자는 전원 닛폰 TV 아나운서.
- 출연 개시 시기가 명기되어있지 않은 자는 방송 개시 때부터 출연.

### 평일판
메인 캐스터
- 후지이 타카히코 - 전 편 다 출연.
- 코야마 케이치로 (NEWS) - 월·화·목요일은 제1부만 출연, 수요일만 전 편 내내 출연[15].

캐스터
- 진나이 키미코○ (스포츠 저널리스트) - 월 ~ 목요일 제2·3부 및 금요일 전 편에 출연.
- 스즈에 나나 - 월 ~ 목요일 제1부만 출연. (2014년 1월 6일 ~ )
- 나카지마 메이 - 전 편 다 출연. (2014년 3월 24일 ~ )

레귤러 코멘테이터
- 오구리 이즈미 (닛폰 TV 해설위원, 월 ~ 목요일 제1부, 단 격주 화요일은 전 편[16]）
- 아오야마 카즈히로 (닛폰 TV 보도국, 격주 화요일 제2·3부, 2014년 1월 7일 ~ )
- 카마타 미노루 (스와 중앙 병원 명예 원장, 목요일 제2·3부)
- 노무라 슈야 (츄오 대학 법과 대학원 교수, 금요일 전 편, 2012년 10월 9일 ~ )

컬처 캐스터
- 이토 아야코○ (전 편 다 출연, 프리 아나운서)

스포츠 캐스터
- 야마모토 히로유키 (전 편 다 출연, 2012년 10월 1일 ~ )

every.×time4·생중계 캐스터
- 와타나베 유타 (배우, 월 ~ 목요일 제1부, 2014년 1월 6일 ~ )

현장 리포터
- 카토 사토시 (닛폰 TV 보도국 기자·전 아나운서, 2010년 7월 5일 ~ )

기상 캐스터
- 키하라 미노루○ (전 편 다 출연, 기상 캐스터)
- 소라지로○ (제1부와 제3부·금요일 제2부에 출연, 금요일은 제1부 앞 부분 인사에도 스튜디오 내에 출연, 마스코트 캐릭터)
- 쿠모지로 (월 ~ 목요일 제2부·금요일 제1부에 격주로 출연, 마스코트 캐릭터)
- 포츠링 (월 ~ 목요일 제2부·금요일 제1부에 격주로 출연, 마스코트 캐릭터, 2013년 7월 1일 ~ )

### 토요판
메인 캐스터
- 스가야 다이스케
- 야마시타 미호코 (2013년 4월 6일 ~ )

《리얼타임 새터데이》 기상 캐스터를 담당한 이래, 4년 반 만의 등판. 주말 《NNN 스트레이트 뉴스》로 이동한 전 임자·토요다 준코와 담당 프로그램을 교환한 형태가 되었다. 2013년 6월부터 《Going!Sports&News》 뉴스 코너를 겸무.
닛폰 TV 공식 HP의 프로그램표나 EPG 프로그램표에서는 야마시타가 톱 크레디트 취급이 되어 있다(프로그램 자체는 오프닝 인사, 뉴스읽기 둘 다 스가야가 먼저이다).
기상 캐스터
- 스기에 유지○ (기상 캐스터) - 《줌 인!! 새터데이》를 겸무.

## 방송 시간
※NNN 테두리 이외는 칸토 지방의 방송 시간을 기록한다.
| 기간      | 기간       | 평일                  | 평일                  | 평일                 | 토요일               |
| 기간      | 기간       | 월 ~ 목요일           | 금요일                | NNN 테두리           | 토요일               |
| --------- | ---------- | --------------------- | --------------------- | -------------------- | -------------------- |
| 2010.3.29 | 2011.10.1  | 16:53 ~ 19:00 (127분) | 17:00 ~ 19:00 (120분) | 17:50 ~ 18:16 (26분) | 17:30 ~ 18:00 (30분) |
| 2011.10.3 | 2013.3.30  | 16:53 ~ 19:00 (127분) | 17:00 ~ 19:00 (120분) | 17:53 ~ 18:15 (22분) | 17:30 ~ 18:00 (30분) |
| 2013.4.1  | 2013.12.27 | 16:53 ~ 19:00 (127분) | 16:50 ~ 19:00 (130분) | 17:53 ~ 18:15 (22분) | 17:00 ~ 17:30 (30분) |
| 2014.1.6  | 2016.3.25  | 15:50 ~ 19:00 (190분) | 16:50 ~ 19:00 (130분) | 17:53 ~ 18:15 (22분) | 17:00 ~ 17:30 (30분) |
| 2016.3.28 | 현재       | 15:50 ~ 19:00 (190분) | 15:50 ~ 19:00 (190분) | 17:53 ~ 18:15 (22분) | 17:00 ~ 17:30 (30분) |

- 토요일 NNN 테두리는 개시 시간부터 20분간.

## 방송 내용
뉴스를 읽는 때에는 CG 모니터가 표시되는 일이 많다. 전 프로그램까지, 대부분의 뉴스에서는 〈다·이다(だ・である)〉조의 내레이션이 많았지만, 이 프로그램에서는 전부 〈입니다·습니다(です・ます)〉조가 되어 있다.
NNN 테두리에서는 캐스터의 인사가 있었지만, 2010년 10월부터 폐지되었다.
2011년 4월 18일부터는 NNN 테두리의 NEWS FLASH 스타일이 바뀌었다.

### 평일 주요 코너
오프닝
당일의 뉴스 중에서 주목 장면이 20초 정도의 VTR로 흐른다. 그 후, 오프닝 타이틀이 흘러, 스튜디오의 카메라로 전환되어, 전원 일어선 상태로 후지이가 〈전국의 여러분, 안녕하세요, 《news every.》입니다.〉라고 인사한다(생략하는 경우도 있다).
NNN 테두리의 오프닝은, 2010년 10월 이후부터 오프닝·인사 없이, 그에 더해 2011년 4월 이후부터는 타이틀 로고도 표시되지 않게 되어, 앉은 상태로 뉴스를 읽는다.
every X time4
뉴스 하나를 짧게 전한다.
〈every. culture&sports〉
예능·스포츠 뉴스를 전한다.
키하라 씨의 날씨
칸토 지방과 시즈오카 현의 날씨를 전한다(시즈오카 현은 네트되어있는 16시대만). 보족적으로 전국의 날씨도 있다. 일부 네트국에서는 바꿔 넣지 않고 그대로 방송한다.
18시대는 닛테레 타워·대지붕 광장에서 키하라와 소라지로가 칸토 지방의 일기 예보와 날씨에 관련된 화제를 전한다. 초등학생 이하의 어린이와 그 보호자가 참가할 수 있어, 〈안녕하세요~옷!〉의 인사로 시작된다. 아사히 료쿠켄 제공. 2013년 3월까지는 날씨를 전하고 끝난 후 CM에 들어갔었지만, 2013년 4월 이후는 2부 구성이 되어 일단 CM을 사이에 두는 것이 되었다.
〈every world 설마의 사건〉
세계에서 일어난 놀라운 순간을 영상으로 전한다.
〈every day @나가타쵸〉
국회의 화제를 알기 쉽게 전한다.
〈이번주의 “가격”〉
세상의 트렌드를 물건 가격으로부터 읽는다.
〈노무라 슈야의 회의의 아군〉
다양한 회의 중 하나에 스포트라이트를 비춰, 어떤 것이 이야기되고 있는지 해설한다.
〈every. 특집〉
맛집 특집이나 밀착 취재 등의 매일 바뀌는 기획을 방송한다.
〈신경 쓰여!〉
지금 알고 싶은 것·정보, 화제의 인물을 《every.》의 시점으로 주목한다.
〈오늘 이것〉
당일의 뉴스, 스포츠 뉴스, 엔터테인먼트 뉴스를, 버추얼 화면으로 지금까지의 주요 뉴스 항목을 표시해, 짧게 전한다.
엔딩
당일의 닛케이 평균 주가의 종가와 17시 현재의 엔화의 외환 시세를 표시한다. 그 후 엔딩. 엔딩은 스튜디오에서 인사해, 후지이가 〈오늘(이번주)도 (올해 일년) 시청해주셔서, 감사합니다.〉(월요일만 〈이번주도 〈news every.〉 잘 부탁드립니다.〉)라고 말해, 그 후 대지붕 광장의 영상으로 종료한다.

### 토요일 주요 코너
스기에 씨 알려줘 날씨!
칸토 지방의 날씨를 전한다. 보족적으로 전국의 날씨도 있다.

## 사용곡
OP/ED 테마, 스튜디오 오프닝 BGM, 5시대 날씨 코너 BGM
작곡:유마오 (2010년 3월 29일 ~ )
이 프로그램과 같은 시기에 개시된 《Going!Sports&News》의 테마 곡도 담당.
〈every. culture&sports〉 테마, 6시대 날씨 코너 BGM
작곡:이즈츠 아키오 (2010년 3월 29일 ~ )

## 스태프
- 기획 - 야마다 카츠야 (이전에는, CP 겸무)
- 내레이션 - 이토 히데토시, 키하라 미노루, 야라 유사쿠 외
- 종합 연출 - 토미나가 유이치
- 프로듀스 - 사이야마 요시노부 (2013년 6월 3일 ~ )
- 치프 프로듀스 - 시모무라 타다후미 (2013년 6월 3일 ~ /이전에는, 프로듀스)
- 제작 저작 - 닛폰 TV